# 加奈美山
加奈美山，又名甘那壁山，位於台灣台東縣大武鄉大竹村，峰頂海拔780公尺，於2006年入選新版台灣小百岳。該山為大竹溪與加津林溪的分水嶺，山頂立有一等三角點，另立有土調局圖根點330號。